# Powiat Jerichower Land
Powiat Jerichower Land (niem. Landkreis Jerichower Land) – powiat w niemieckim kraju związkowym Saksonia-Anhalt. W wyniku reformy administracyjnej w lipcu 2007 do powiatu przyłączono 7 gmin ze zlikwidowanego powiatu Anhalt-Zerbst. Siedzibą powiatu jest miasto Burg.

## Podział administracyjny
Powiat Jerichower Land składa się z:
- pięciu gmin miejskich (Stadt)
- trzech gmin samodzielnych (Einheitsgemeinde)

Gminy miejskie:
| Lp. | Nazwa gminy miejskiej | Ludność (31.12.2010) | Powierzchnia km² |
| --- | --------------------- | -------------------- | ---------------- |
| 1   | Burg                  | 24.163               | 164,02           |
| 2   | Genthin               | 15.498               | 230,72           |
| 3   | Gommern               | 11.043               | 159,97           |
| 4   | Jerichow              | 7.461                | 269,91           |
| 5   | Möckern               | 14.269               | 530,19           |

Gminy samodzielne:
| Lp. | Nazwa gminy samodzielnej | Ludność (31.12.2010) | Powierzchnia km² |
| --- | ------------------------ | -------------------- | ---------------- |
| 1   | Biederitz                | 8.453                | 39,32            |
| 2   | Elbe-Parey               | 7.176                | 108,64           |
| 3   | Möser                    | 8.188                | 80,24            |

## Zmiany terytorialne
- 1 stycznia 2002
  - Rozwiązanie gmin Büden i Wörmlitz, przyłączenie terenu do Möckern
- 25 maja 2002
  - Rozwiązanie gminy Ihleburg, przyłączenie terenu do Burg
- 6 sierpnia 2002
  - Rozwiązanie gminy Mangelsdorf, przyłączenie terenu do Jerichow
- 1 stycznia 2003
  - Rozwiązanie gmin Friedensau, Lübars i Ziepel, przyłączenie terenu do Möckern
- 1 stycznia 2004
  - Rozwiązanie gminy Hohenziatz, przyłączenie terenu do Möckern
- 1 stycznia 2008
  - Rozwiązanie gminy Prödel, przyłączenie terenu do Gommern
- 19 stycznia 2008
  - Rozwiązanie gminy Theeßen, przyłączenie terenu do Möckern
- 1 stycznia 2009
  - Rozwiązanie miasta Loburg oraz gmin Dörnitz, Hobeck, Küsel, Rosian, Schweinitz, Tryppehna, Wallwitz i Zeddenick, przyłączenie terenu do Möckern
- Rozwiązanie gminy Lübs, przyłączenie terenu do Gommern
- 1 lipca 2009
  - Rozwiązanie gminy Reesen, przyłączenie terenu do Burg
  - Rozwiązanie gmin Magdeburgerforth i Reesdorf, przyłączenie terenu do Möckern
  - Rozwiązanie gmin Gladau, Paplitz i Tucheim, przyłączenie terenu do Genthin
- 1 stycznia 2010
  - Przyłączenie 11 gmin wspólnoty administracyjnej Elbe-Stremme-Fiener (Brettin, Demsin, Kade, Karow, Klitsche, Nielebock, Redekin, Roßdorf, Schlagenthin, Wulkow i Zabakuck) do miasta Jerichow

Rozwiązanie wspólnoty administracyjnej Elbe-Stremme-Fiener
  - Przyłączenie gmin Gerwisch, Gübs, Königsborn i Woltersdorf do Biederitz
  - Przyłączenie gmin Hohenwarthe, Körbelitz, Lostau, Pietzpuhl i Schermen do Möser

Rozwiązanie wspólnoty administracyjnej Biederitz-Möser
  - Przyłączenie gmin Drewitz, Grabow, Krüssau, Rietzel i Wüstenjerichow do miasta Möckern
- 1 września 2010
  - Przyłączenie gmin Schopsdorf i Stresow do miasta Möckern

Rozwiązanie wspólnoty administracyjnej Möckern-Loburg-Fläming
- 1 września 2011
  - Dzielnica miasta Möckern Schopsdorf staje się gminą samodzielną
- 1 lipca 2012
  - Przyłączenie gminy Schopsdorf do miasta Genthin